# Ruth Romero
Ruth Romero es una futbolista panameña que juega como mediocampista.

## Trayectoria

### ANAFUFE
Jugó en diferentes equipos en la antigua liga ANAFUFE.

## Selección nacional
Ruth Romero fue internacional con Panamá en el nivel mayor durante la clasificación para el Campeonato Femenino de CONCACAF 2014.